# Фармингтон (Мисисипи)
Фармингтон (енгл. Farmington) град је у америчкој савезној држави Мисисипи.

## Демографија
По попису из 2010. године број становника је 2.186, што је 376 (20,8%) становника више него 2000. године.
| Група             | 2000.         | 2010.         |
| Белци             | 1.766 (97,6%) | 2.099 (96,0%) |
| Афроамериканци    | 20 (1,1%)     | 39 (1,8%)     |
| Азијати           | 10 (0,6%)     | 9 (0,4%)      |
| Хиспаноамериканци | 6 (0,3%)      | 6 (0,3%)      |
| Укупно            | 1.810         | 2.186         |